# Мирний (Брянська область)
Ми́рний (рос. Мирный) — селище (з 1974 до 2011 — селище міського типу), у Гордієвському району Брянської області, Росія.
Населення селища становить: 1 469 осіб (2008), 1 448 (2005), 1 555 (2002), 1 820 (2000), 1 697 (1995), 1 841 (1992), 2 092 (1990), 2 100 (1986).

## Географія
Селище розташоване на річці Плєсна, лівій притоці Віхолки, басейн Іпуті.

## Історія
Будівництво селища розпочалось у 1956 році. Воно було створене для робітників Кожановського торфозаводу. Статус селища міського типу Мирний отримав у 1974 році. В 1986 році сильно постраждало від радіаційних дощів після вибуху на Чорнобильській АЕС.

## Економіка
До 2000 року в селищі працював торфозавод на сировині Кожановського родовища.